# Solutrià superior
El Solutrià superior és un període dins la cultura del Paleolític Superior anomenada Solutrià que -a més de les característiques comunes- presenta puntes de cara llisa, puntes amb mosca i algunes variacions menors. Existeixen utensilis d'os amb escotadures. A la regió Pirinenca i fins al Cantàbric presenta unes fàcies especials amb puntes de base còncava de vegades asimètriques, variant lleugerament cap al que avui és Portugal. Es va estendre per França, Anglaterra, nord de la península Ibèrica i Portugal.
La seva desaparició fou sobtada i per causes desconegudes.
Al sud-est de França va coexistir amb les cultures anomenades Rodanià i Salpetrià.